# Ед-Дамер
Ед-Дамер (араб. الدامر) — місто в Судані, адміністративний центр штату Ніл.

## Географія
Центр міста розташовується на висоті 367 метрів над рівнем моря . Місто знаходиться на правому березі Нілу, приблизно за 10 км на південь від міста Атбара та за 250 км на північний схід від Хартума.

### Клімат
Місто знаходиться у зоні, котра характеризується кліматом тропічних пустель. Найтепліший місяць — червень із середньою температурою 34.9 °C (94.8 °F). Найхолодніший місяць — січень, із середньою температурою 21.5 °С (70.7 °F).
| Клімат Ед-Дамера        | Клімат Ед-Дамера | Клімат Ед-Дамера | Клімат Ед-Дамера | Клімат Ед-Дамера | Клімат Ед-Дамера | Клімат Ед-Дамера | Клімат Ед-Дамера | Клімат Ед-Дамера | Клімат Ед-Дамера | Клімат Ед-Дамера | Клімат Ед-Дамера | Клімат Ед-Дамера | Клімат Ед-Дамера |
| Показник                | Січ.             | Лют.             | Бер.             | Квіт.            | Трав.            | Черв.            | Лип.             | Серп.            | Вер.             | Жовт.            | Лист.            | Груд.            | Рік              |
| Середня температура, °C | 21,5             | 23,2             | 27               | 30,6             | 33,8             | 34,9             | 33,8             | 33,2             | 33,8             | 31,7             | 26,8             | 23,1             | 29,5             |
| Норма опадів, мм        | 0                | 0                | 0                | 0.6              | 2.5              | 1.2              | 16.6             | 23               | 6.7              | 3                | 0                | 0                | 53.6             |
| Днів з опадами          | 0                | 0                | 0                | 0,2              | 0,5              | 0,4              | 1,8              | 2,1              | 1,1              | 0,5              | 0                | 0                | 6,6              |
| Вологість повітря, %    | 34               | 26.1             | 20.2             | 17               | 18.1             | 19               | 27.8             | 32               | 27.1             | 26.5             | 31.6             | 35.9             | 26.3             |
| ----------------------- | ---------------- | ---------------- | ---------------- | ---------------- | ---------------- | ---------------- | ---------------- | ---------------- | ---------------- | ---------------- | ---------------- | ---------------- | ---------------- |
| Джерело: Weatherbase    |                  |                  |                  |                  |                  |                  |                  |                  |                  |                  |                  |                  |                  |

## Демографія
Населення міста по роках :
| 1973  | 1983  | 1993  | 2012   |
| ----- | ----- | ----- | ------ |
| 17086 | 25345 | 50995 | 122944 |

## Транспорт
Найближчий аеропорт знаходиться в місті Атбара.

## Економіка
Жителі міста зайняті у сфері сільського господарства: у передмісті вирощуються томати і манго.